# Прчань
Прчань (черног. Прчањ, хорв. Prčanj, итал. Perzagno, в русскоязычных источниках встречается склонение как в мужском роде «в Прчане», так и в женском роде «в Прчани») — старинный населённый пункт в Черногории.
Расположен на берегу Которского залива Адриатического моря у подножия горного массива Врмац, в нескольких километрах от Котора.

## История

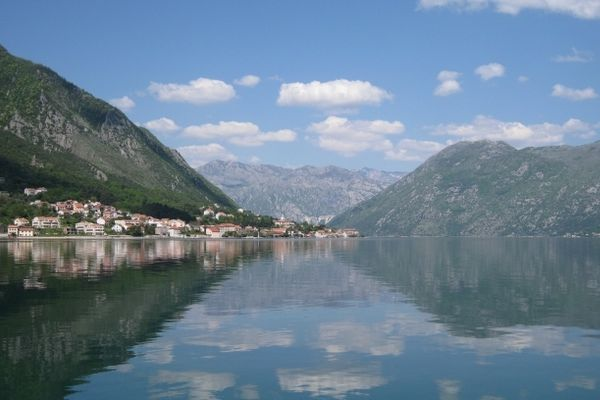
Вид на Прчань из Доброты

Прчань, предположительно, заселен со времен падения Римской империи.
Во времена владычества Венеции в регионе, Прчань (тогда называвшийся Perzagno) приобрёл известность довольно необычным способом. В конце XVI века венецианская администрация обратила внимание, что прчанские парусники достигали Венеции быстрее, чем любые другие. После этого было принято решение возложить на прчанских моряков обязанности венецианской регулярной почтовой службы. Эта важная и почётная функция была подтверждена указом от 1625 года, что поставило Прчань в привилегированное положение, так как таким образом местные жители были освобождены от прочих повинностей.
Надёжная почтовая служба имела огромное значение для Венеции. Прчань стал портом, где почта из Стамбула, прибывавшая по суше через Черногорию, продолжала путь по морю. Прчанские почтовые корабли изначально были небольшими по размеру, с командой из девяти человек. Они могли совершать плавания круглый год и были готовы к 400-мильным переходам в Венецию под парусами и на вёслах.
Значение города возрастало, и в 1704 году Прчань стал административным центром собственного муниципального округа в рамках провинции Albania Veneta. За этим последовала отмена некоторых торговых пошлин, что дало толчок к дальнейшему экономическому росту и усилению морской направленности развития города. Заморская торговля процветала, а местный флот рос в размерах и в количестве. Так, к концу XVIII века к порту Прчаня были приписаны более тридцати крупных кораблей. Наиболее распространёнными статьями торговли были черногорские и греческие сыры, свечи, солёные сардины, оливковое масло. Рейсы совершались в порты Восточного Средиземноморья (Леванта), Анкону, Венецию и Триест.
В последующие столетия судьба Прчаня не отличалась от судьбы всей Боки Которской — венецианское господство до 1797, краткий период французского правления в составе Иллирийских провинций, австрийское владычество до 1918, вхождение в состав Югославии до её распада. В настоящее время Прчань является частью независимой Черногории.
В 1920-30-х гг. в Прчани действовал русский инвалидный дом, где проживали получившие инвалидность участники Белого движения. На 1938 г. Прчаньский инвалидный дом был вторым по величине русским приютом для инвалидов в Европе (150 человек). Комендантом приюта был генерал-лейтенант Николай Александрович Бржозовский — в годы Первой мировой войны комендант крепости Осовец, впоследствии скончавшийся там же в декабре 1945 г. Кладбище, на котором хоронили русских инвалидов, было снесено во времена социалистической Югославии. Здание приюта руинировано.

## Архитектура

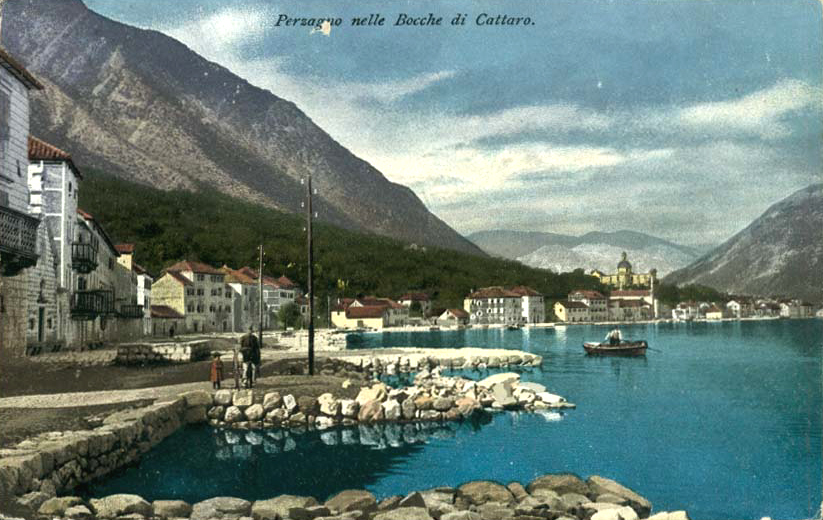
Австрийская открытка с видом Прчаня

Архитектура Прчаня свидетельствует о его процветании в XVII и XVIII веках. Набережная города украшена фасадами дворцов, окруженных садами и оливковыми рощами.
Над центром города доминирует католический храм Рождества Богоматери, строительство которого заняло 120 лет (1789—1909). Эта церковь была спроектирована венецианским архитектором Бернардино Маккаруцци (итал. Bernardino Maccaruzzi). От набережной к монументальному барочному фасаду, украшенному статуями святых, ведёт величественная лестница, а у главных дверей можно увидеть коллекцию бюстов видных деятелей черногорской истории и бокельской культуры. Во внутренней отделке можно встретить «морские мотивы» — например, якоря в орнаментах или сделанные из морских раковин чаши для святой воды. Таким образом, в одном месте собраны работы Джованни Пьяцетты, Джованни Тьеполо, Антонио Балестра, Ивана Мештровича и других художников и скульпторов.

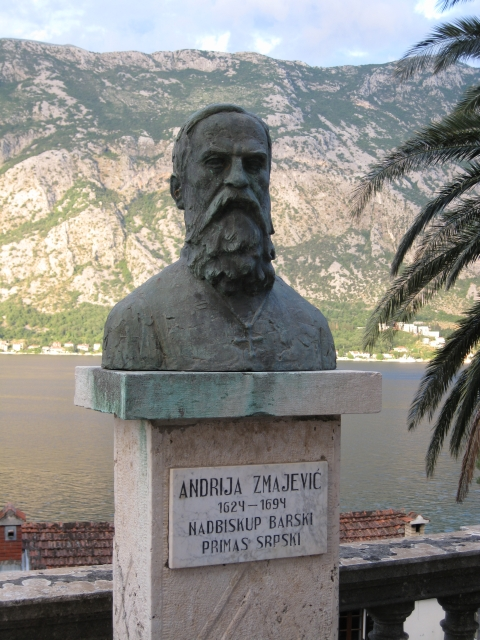
Андрия Змаевич
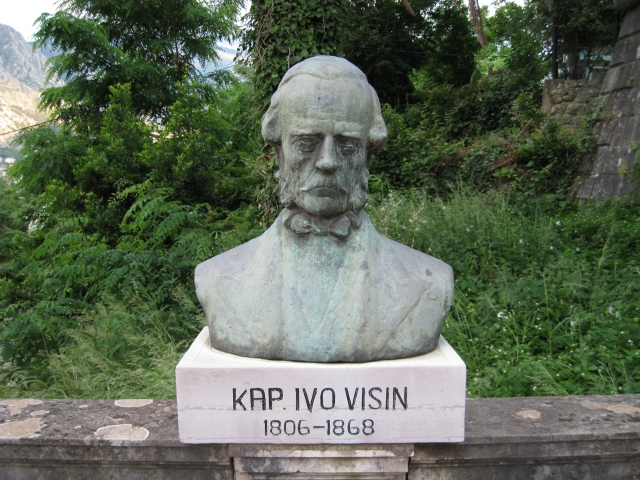
Иван Визин